# Biblioteca de Manguinhos
A Biblioteca de Manguinhos é uma instituição brasileira, depositária do patrimônio bibliográfico e documental da atual Fundação Oswaldo Cruz. Seu acervo teve início junto com a instituição, em 1900, com publicações de áreas como microbiologia, parasitologia, zoologia, entomologia e botânica. Recebeu publicações europeias, incluindo raridades de séculos anteriores e revistas científicas da época; e também doações de coleções de pesquisadores do Instituto e adquiriu livros no Rio de Janeiro.

## História
Seu funcionamento iniciou em um barracão próximo do atual Pavilhão Mourisco, à época em construção. Além de depósito para os livros e revistas, o local era o espaço em que pesquisadores da instituição se reunirem e discutias os artigos atuais que ali se encontravam. Em 1903, o projeto do Castelo Mourisco passou a incluir um espaço para abrigar essa biblioteca que estavam em conformação, incluindo salão de leitura e espaço para acervo.
O primeiro bibliotecário-chefe foi o bibliófilo Assuerus Hippolytus Overmeer, contratado em 1909 por Oswaldo Cruz para organizar o acervo e gerir a coleção. Ele adquiriu catálogos e outros recursos técnicos de acesso às coleções. Em seguida, Emilia Machado de Bustamante assumiu a função e a exerceu em dois períodos: entre 1946 e 1965, e entre 1971 a 1976. Ela expandiu o acervo, principalmente por meio da permuta de periódicos.
Esse crescimento exponencial do acervo provocou desafios com o espaço físico; que, em partes, foi solucionado com a criação do Centro de Informação Científica e Tecnológica (CICT), em 1986, e a construção do Pavilhão Haity Moussatché.

## Seção de Obras Raras A. Overmeer
A seção de Obras Raras da Biblioteca de Manguinhos está localizada no 3º andar do Pavilhão Mourisco. Na década de 1990, foi nomeada em homenagem ao seu primeiro bibliotecário-chefe, A. Overmeer.
São cerca de setenta mil volumes dos séculos XVIII, XIX e XX, que estão alocados no Pavilhão Mourisco desde a inauguração da da Biblioteca, em 1909. São 8.000 livros, 70.000 periódicos e 2.000 teses, manuscritos e folhetos, publicados entre os séculos XVII e XX. Além disso, 604 periódicos nacionais e internacionais (alguns existem apenas nesta biblioteca).
As obras abrangem ciências biológicas (como botânica, farmacologia, genética e zoologia), ciências da saúde (como farmácia e medicina) e saúde pública; além de obras de cunho histórico sobre o Brasil e outros países.

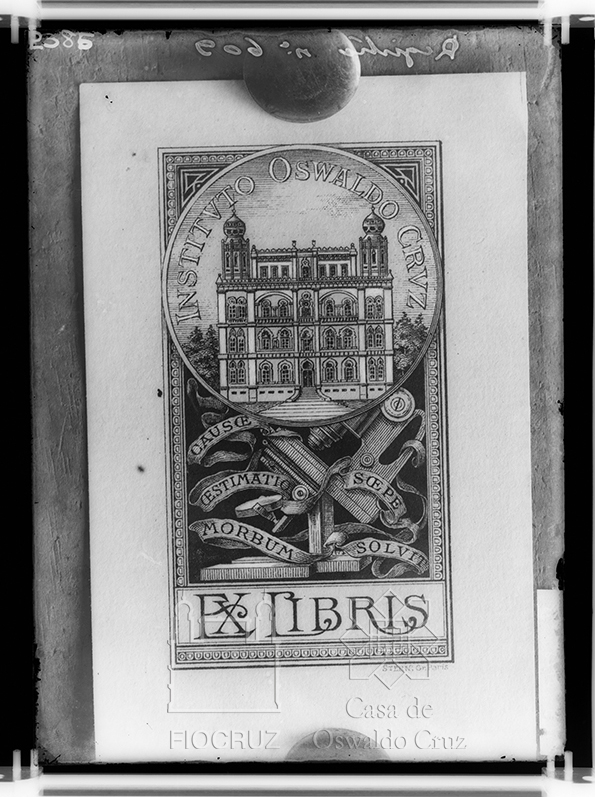
Ex-libris do Instituto Oswaldo Cruz
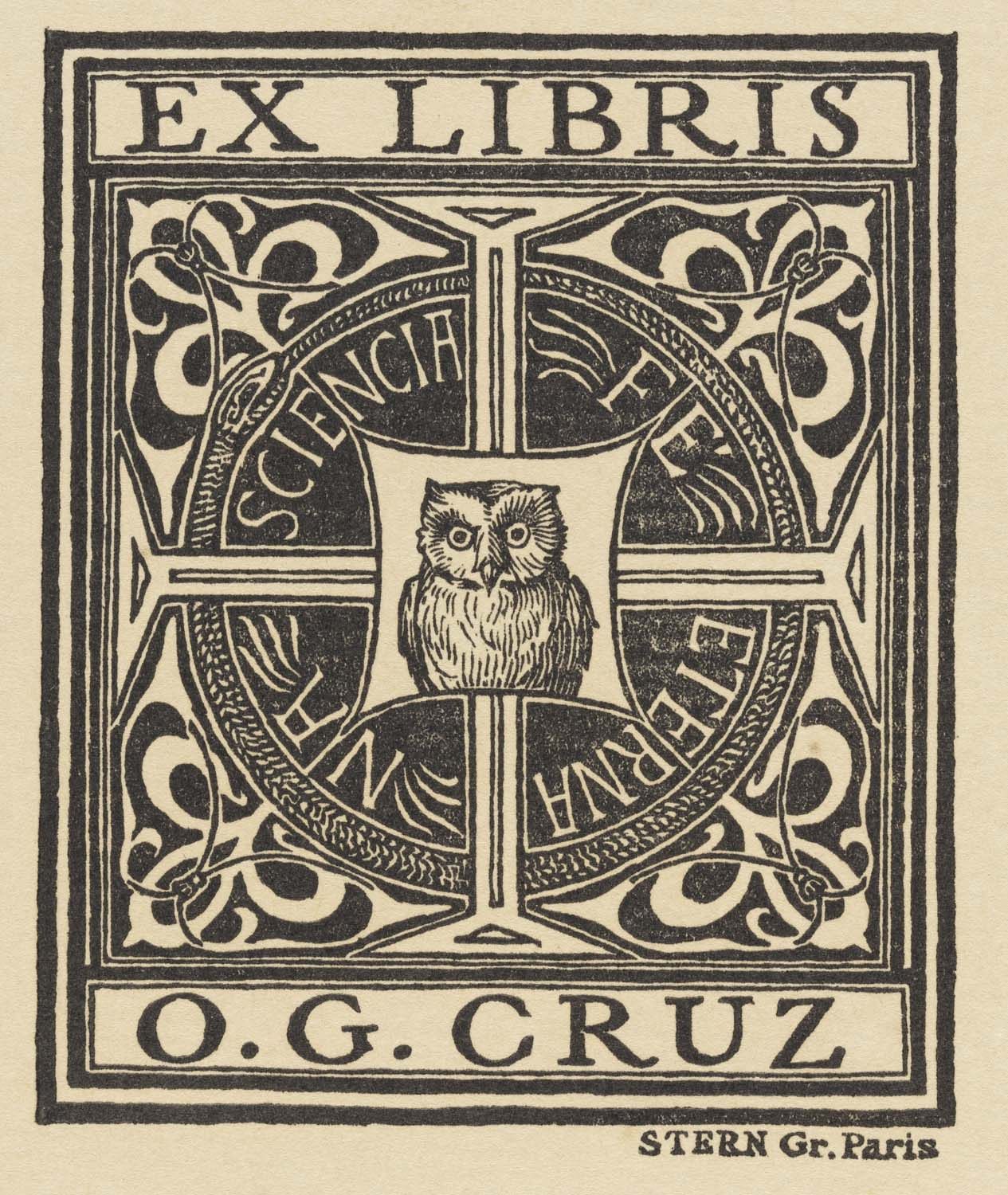
Ex-libris de Oswaldo Cruz
- Folheto